# Richard Günther (Mediziner)
Richard Günther (* 21. Februar 1911 in Zeitz; † 8. Dezember 1980 in Neukirchen, Oberbayern) war ein deutscher Mediziner und Nationalsozialist.

## Leben
Günther betätigte sich bereits früh nationalsozialistisch, er war Träger des Goldenen HJ-Ehrenzeichens. Er trat zum 1. November 1931 der NSDAP bei (Mitgliedsnummer 684.617) und erhielt das Ehrenzeichen des NS-Studentenbundes. Er studierte Medizin an den Universitäten Würzburg, Königsberg und Berlin, das er 1936 abschloss. Im selben Jahr wurde er approbiert. Sein Medizinalpraktikum absolvierte er danach an der „Poliklinik für Erb- und Rassenpflege“ beim Kaiserin Auguste Victoria Haus in Berlin-Charlottenburg unter Eduard Schütt, wo er nach Ausbildungsende als Assistenzarzt tätig wurde. Zuletzt war er unter Schütt Oberarzt.
Im Oktober 1939 wechselte er an das Hauptgesundheitsamt nach Wien. In diesem Rahmen leitete er am Erbgesundheitsamt zunächst die Referate „Eheberatung“ und „Ausmerzende Maßnahmen“. Ab Juni 1940 war er zusätzlich an der Heil- und Pflegeanstalt für Nerven- und Geisteskranke Am Steinhof tätig. Dort war er als „Landesobmann für die erbbiologische Bestandsaufnahme für die Koordination von Zwangssterilisierungen“ zuständig. Zudem war er Beisitzer am Erbgesundheitsobergericht Wien.
Ab März 1941 leitete er zusätzlich die Abteilung „Erb- und Rassenpflege“ im Hauptgesundheitsamt der Gemeindeverwaltung des Reichsgaus Wien als Nachfolger Arend Langs. Er war staatlich anerkannter Rassengutachter. Er wurde 1942 zum Obermedizinalrat ernannt. Als Nachfolger Hermann Vellguths leitete er zudem das Rassenpolitische Amt der NSDAP in Wien.
Mitte November 1944 meldete er sich zum Kriegsdienst in der Waffen-SS. Von 1945 bis 1947 befand sich Günther in amerikanischer Internierung. Danach war er als Allgemeinmediziner in Bayern tätig.